# Vélodrome de Burnaby
 (avril 2025).
Si vous disposez d'ouvrages ou d'articles de référence ou si vous connaissez des sites web de qualité traitant du thème abordé ici, merci de compléter l'article en donnant les références utiles à sa vérifiabilité et en les liant à la section « Notes et références ».
Le vélodrome de Burnaby est un vélodrome couvert de la ville de Burnaby, dans la région du Grand Vancouver, au Canada. Il est situé dans l'enceinte du Harry Jerome Sports Centre, un complexe sportif d'une capacité de 53 000 places accueillant des évènements sportifs et plus particulièrement des compétitions de volley-ball. 
Construit entre 1991 et 1997 sous l'impulsion de Cycling BC, la fédération cycliste de Colombie-Britannique, il est, lors de son ouverture en novembre 1997, le seul vélodrome couvert du Canada. Il remplace le vélodrome de China Creek, un vélodrome construit pour les Jeux de l'Empire britannique de 1954, et démoli en 1980.
Sa piste est en bois, et fait 200 mètres de longueur pour 6 mètres de largeur. Ses virages sont inclinés à 47 degrés.
Il est desservi par la ligne 160 de la CMBC.